# Boogie (álbum)
Boogie es un álbum recopilatorio de la banda estadounidense The Jackson 5 que da nombre también a una variante de la música disco. Se lo lanzó tras la publicación del disco de estudio del grupo Destiny (1979). Boogie es considerado el lanzamiento más raro de Jackson 5/Jacksons. En él aparecen las características musicales de este fenómeno musical de finales de los '70, en el cual se empiezan a incluir sonidos electrónicos como parte de la composición musical.

## Orígenes y composición
En 1979, la banda avanzó en el top 10 con su disco Destiny, publicado por Epic, y su éxito «Shake Your Body (Down to the Ground)». Michael comenzó a grabar Off the Wall ese año y Motown quería dinero en su suceso renovado con Boogie en el sello Natural Resources.
Cinco de siete canciones eran produccione inéditas de Hal Davis, algunos de la línea «Pride and Joy» en un «Joyful Jukebox Music» con «I Was Made To Love Her» y «Love's Gone Bad». Bobby Taylor produjo «Oh, I've Been Blessed» y se grabó en los comienzos del grupo Motown. 
Boogie, con Joyful Jukebox Music, fueron distribuidos por un muy corto período, y el disco sigue siendo lo más raro de Jackson 5. En 2004, se lo habilitó por un tiempo limitado de Hip-O Select, para complementar el set de reediciones de álbumes de la banda titulado "2 discos en 1 CD" (2001) de Motown, en donde algunas de esas canciones eran puestas como bonus tracks. A pesar de que solo 5000 copias se prensaron, el disco contiene más de 15 minutos inéditos del tema «Hum Along and Dance». Está habilitado en iTunes.

## Lista de canciones
| Side A |        |              |          |  |
| N.º    | Título | Escritor(es) | Duración |  |

| Lado B | |                                                |          |  |
| N.º    | Título                                                                                                   | Escritor(es)                                   | Duración |  |
| 6.     | «Never Can Say Goodbye» (lanzado en Maybe Tomorrow y sesiones de Third Album, grabado en junio de 1970)  | Clifton Davis                                  | 2:57     |  |
| 7.     | «Oh, I've Been Blessed» (sesiones de Diana Ross Presents The Jackson 5, grabado en mayo 17 - 19 de 1969) | Lena Manns and Frank Wilson                    | 2:50     |  |
| 8.     | «Penny Arcade» (sesiones de Lookin' Through the Windows, grabado en octubre de 1971)                     | Mel Larson, Jerry Marcellino and Deke Richards | 2:41     |  |
| 9.     | «Just Because I Love You» (sesiones de Maybe Tomorrow, grabado en febrero de 1971)                       | James W. Alexander and Willie Hutch            | 3:14     |  |
| 10.    | «Dancing Machine» (lanzado en el disco Get It Together, grabado en abril - mayo de 1973)                 | Hal Davis, Don Fletcher and Dean Parks         | 2:36     |  |

## Personal
Lado A
«Love's Gone Bad»
- Composición: Lamont Dozier, Brian Holland y Edward Holland, Jr.
- Arreglo: David Blumberg
- Voz principal: Michael Jackson
- Background vocals: The Jackson 5
- Producer: Hal Davis

«I Ain't Gonna Eat Out My Heart Anymore»
- Composición: Laurie Burton y Pam Sawyer
- Arreglo: James Anthony Carmichael
- Voz principal: Michael Jackson
- Coro: The Jackson 5
- Producción: Hal Davis

«ABC»
- Composición: The Corporation
- Arreglo: The Corporation
- Voz principal: Michael Jackson, Jermaine Jackson y Jackie Jackson
- Coro: The Jackson 5
- Producción: The Corporation

«I Was Made To Love Her»
- Composición: Henry Cosby, Sylvia Moy y Stevie Wonder
- Arreglo: David Blumberg
- Voz principal: Michael Jackson
- Coro: The Jackson 5
- Producción: Hal Davis

«One Day I'll Marry You»
- Composición: Pam Sawyer y LaVerne Ware
- Arreglo: Gene Page
- Voz principal: Michael Jackson
- Coro: The Jackson 5
- Producción: Hal Davis

Lado B
«Never Can Say Goodbye»
- Compósición: Clifton Davis
- Arreglo: The Corporation, Gene Page y James Carmichael
- Voz principal: Michael Jackson
- Coro: The Jackson 5
- Producción: Hal Davis

«Oh, I've Been Blessed»
- Composición: Lena Manns and Frank Wilson
- Voz principal: Michael Jackson
- Coro: The Jackson 5
- Producción: Bobby Taylor

«Penny Arcade»
- Composición: Mel Larson, Jerry Marcellino y Deke Richards
- Voces principales: Jermaine Jackson y Michael Jackson
- Coro: The Jackson 5
- Producción: Mel Larson y Jerry Marcellino

«Just Because I Love You»
- Composición: James W. Alexander and Willie Hutch
- Arreglo: James Carmichael
- Voces principales: Jermaine Jackson y Michael Jackson
- Coro: The Jackson 5
- Producción: Hal Davis

«Dancing Machine»
- Composición: Hal Davis, Don Fletcher y Dean Parks
- Arreglo: Arthur Wright
- Bajo: William Salter
- Teclado: Joe Sample
- Batería: James Gadson
- Voces principales: Michael Jackson y Jermaine Jackson
- Coro: The Jackson 5
- Producción: Hal Davis